# أدراتكليت
الأدراتكليت (الاسم العلمي:†Adratiklit) هي جنس منقرضة من الزواحف يتبع فصيلة مذيلات كثيرة النقط من رتبة طيريات الورك. وهي من الستيغوصورات العاشبة التي عاشت في قارة غندوانا العملاقة خلال فترة الجوراسي الأوسط. النوع النمط وفقط المعروف حتى الآن هو أدراتكليت بولحافة (Adratiklit boulahfa). تم العثور على بقاياها في مجموعة المرس، ربما في تشكيل المرس الثاني (الباثوني)، بالقرب من بولحافة, جنوب بولمان، فاس مكناس في المغرب. كانت الديناصورات عريضة الأرجل ولا سيما الستيغوصور خلال العصر الجوراسي متنوعة وفيرة في لوراسيا (في الوقت الحاضر في القارات الشمالية) ولكن بقاياهم نادرة للغاية في رواسب قارة غندوانا (في الوقت الحاضر القارات الجنوبية). ومع ذلك فإن العثور على بقايا مجزأة في رواسب غوندوانا يدل على وجود أنواع من الديناصورات عريضة الأرجل هناك أيضا. الأدراتكليت هي أول أنواع عريضات الأرجل من شمال إفريقيا وأقدم ستيغوصور معروف من أي مكان في العالم مع استثناء محتمل هو عظاءة إيزابيل بيري.